# Slovenský Pohár 2022-2023
La Coppa di Slovacchia 2022-2023, conosciuta anche come Slovnaft Cup per ragioni di sponsorizzazione, è stata la ventinovesima edizione del torneo, iniziata il 9 agosto 2022 e terminata il 1º maggio 2023. Lo Spartak Trnava era la squadra campione in carica. L'edizione è stata vinta ancora dallo Spartak Trnava, al suo quarto titolo.

## Formula del torneo
La Coppa di Slovacchia si gioca come un torneo a eliminazione diretta. Tutte le partite che finiscono in pareggio dopo 90 minuti vengono decise ai calci di rigore. Tutti i turni si giocano come gare secche tranne le semifinali, che si giocano su due gare.

## Secondo turno
| Squadra 1                    | Risultato       | Squadra 2              |
| ---------------------------- | --------------- | ---------------------- |
| 9 agosto 2022                |                 |                        |
| Lokomotíva Devínska Nová Ves | 2 - 1           | MFK Rusovce            |
| 10 agosto 2022               |                 |                        |
| TJ Salka                     | 0 - 5           | Veľké Ludince          |
| 16 agosto 2022               |                 |                        |
| Velke Lovce                  | 0 - 3           | Spartak Myjava         |
| 23 agosto 2022               |                 |                        |
| Krásnohorské Podhradie       | 0 - 1           | Zemplín Michalovce     |
| Družstevník Borov            | 0 - 8           | Slavoj Trebišov        |
| Slovan Zemianske Kostolany   | 0 - 3           | Sereď                  |
| 24 agosto 2022               |                 |                        |
| OŠK Liptovská Teplá          | 0 - 2           | Ružomberok             |
| TJ Slavoj Boleráz            | 1 - 1 (2-4 dtr) | Spartak Trnava         |
| Slovan Hlohovec              | 0 - 14          | AS Trenčín             |
| Čadca                        | 0 - 2           | Liptovský Mikuláš      |
| Dunajská Lužná               | 0 - 5           | ViOn Z.M.              |
| Banik Prievidza              | 0 - 4           | Skalica                |
| ŠK Vinica                    | 1 - 7           | Dukla B.B.             |
| Družstevník Trstice          | 1 - 7           | Komárno                |
| ŠK Nacina Ves                | 1 - 4           | FC Košice              |
| Sokol Zubrohlava             | 1 - 3           | Humenné                |
| TJ Lokomotíva Bánov          | 1 - 3           | Šamorín                |
| TJ Kopčany                   | 0 - 7           | Petržalka              |
| Malacky                      | 1 - 5           | Dubnica                |
| Tomášov                      | 2 - 3           | Púchov                 |
| OŠK Baník Stráňavy           | 1 - 4           | Povazska Bystrica      |
| Spartak Medzev               | 1 - 2           | Tatran Prešov          |
| FK Tatran Turzovka           | 1 - 5           | Dolný Kubín            |
| ŠK Čierne                    | 1 - 4           | Poprad                 |
| TJ Jasenov                   | 4 - 0           | Slovan Giraltovce      |
| Kysucké Nové Mesto           | 1 - 0           | Hamšík Academy         |
| FK Sitno Banská Štiavnica    | 1 - 3           | Baník Kalinovo         |
| MFK Spartak Hriňová          | 0 - 3           | FK Šalková             |
| OŠK Trenčianske Stankovce    | 2 - 0           | Nové Mesto nad Váhom   |
| Chocholná-Velčice            | 1 - 4           | TJ Partizán Prečín     |
| Thermál Veľký Meder          | 2 - 1           | Malženice              |
| TJ Rovinka                   | 0 - 0 (3-4 dtr) | Inter Bratislava       |
| Slovan Most pri Bratislave   | 1 - 2           | Slovan Galanta         |
| Družstevník Radimov          | 1 - 3           | OK Častkovce           |
| SK Kmeťovo                   | 1 - 3           | Nové Zámky             |
| TJ Sokol Medzibrod           | 1 - 3           | Spišská Nová Ves       |
| FK Vápeč Horná Poruba        | 1 - 4           | Jednota Banova         |
| Bernolákovo                  | 0 - 4           | Vrakuna                |
| ŠK Šenkvice                  | 2 - 2 (6-5 dtr) | ŠK Igram               |
| TJ Družstevník Malá Mača     | 1 - 0           | TJ Družstevník Bešeňov |
| 1. MFK Kežmarok              | 2 - 1           | Partizán Bardejov      |
| Pivovar Veľký Šariš          | 0 - 4           | Tesla Stropkov         |
| Slovan Bystrička             | 6 - 3           | TJ Tatran Chlebnice    |
| FK 09 Bacúch                 | 3 - 3 (6-5 dtr) | Slavia TU Kosice       |
| ŠK Badín                     | 0 - 1           | Podkonice              |
| FK Slovan Kúpele Sliač       | 0 - 2           | FK Brezno              |
| Rožňava                      | 2 - 0           | Svidník                |
| FK Šarišské Dravce           | 0 - 1           | MFK Stará Ľubovňa      |
| FK Kechnec                   | 1 - 0           | Vranov nad Topľou      |
| FK Olcnava                   | 1 - 3           | MŠK Spišské Podhradie  |
| MFK Bytča                    | 1 - 2           | Fomat Martin           |
| 31 agosto 2022               |                 |                        |
| OFK Solčany                  | 1 - 2           | Rača                   |
| OŠK Švošov                   | 3 - 0           | Námestovo              |
| 6 settembre 2022             |                 |                        |
| FK FILJO Ladomerská Vieska   | 2 - 4           | DAC Dunajská Streda    |
| 7 settembre 2022             |                 |                        |
| MFK Vrbové                   | 1 - 4           | Beluša                 |
| ŠK Nevidzany                 | 0 - 1           | KFC Kalná nad Hronom   |
| FC 98 Hajnáčka               | 2 - 3           | ŠK Odeva Lipany        |
| 24 settembre 2022            |                 |                        |
| OFK Branc                    | 0 - 2           | Slovan Bratislava      |

## Terzo turno
| Squadra 1                    | Risultato       | Squadra 2             |
| ---------------------------- | --------------- | --------------------- |
| 13 settembre 2022            |                 |                       |
| FK Kechnec                   | 2 - 3           | Tatran Prešov         |
| 14 settembre 2022            |                 |                       |
| Lokomotíva Devínska Nová Ves | 3 - 1           | ŠK Vrakuňa            |
| Veľké Ludince                | 1 - 6           | Komárno               |
| Sereď                        | 1 - 1 (4-2 dtr) | Rača                  |
| Rožňava                      | 0 - 7           | Zemplín Michalovce    |
| TJ Jasenov                   | 1 - 3           | Slavoj Trebišov       |
| Inter Bratislava             | 1 - 1 (3-4 dtr) | Zlaté Moravce         |
| ŠK Šenkvice                  | 1 - 7           | Dubnica               |
| FK Beluša                    | 0 - 4           | AS Trenčín            |
| TJ Partizán Prečín           | 0 - 1           | TJ Jednota Bánová     |
| OK Častkovce                 | 2 - 1           | Petržalka             |
| FK Brezno                    | 2 - 1           | FK Podkonice          |
| Baník Kalinovo               | 1 - 10          | DAC Dunajská Streda   |
| Spišská Nová Ves             | 0 - 2           | Žilina                |
| FK 09 Bacúch                 | 0 - 11          | Liptovský Mikuláš     |
| OŠK Švošov                   | 0 - 2           | Humenné               |
| Javornik Makov               | 0 - 2           | Ružomberok            |
| Kysucké Nové Mesto           | 0 - 3           | Dolný Kubín           |
| 1. MFK Kežmarok              | 2 - 0           | MŠK Spišské Podhradie |
| MFK Stará Ľubovňa            | 1 - 5           | MŠK Tesla Stropkov    |
| FK Šalková                   | 1 - 10          | Lipany                |
| Poprad                       | 0 - 4           | Podbrezová            |
| 20 settembre 2022            |                 |                       |
| Fomat Martin                 | 0 - 3           | Pohronie              |
| 21 settembre 2022            |                 |                       |
| Rimavská Sobota              | 2 - 4           | Dukla B.B.            |
| Slovan Bystrička             | 1 - 10          | Považská Bystrica     |
| Snina                        | 1 - 4           | FC Košice             |
| KFC Kalná nad Hronom         | 0 - 1           | Spartak Myjava        |
| Thermál Veľký Meder          | 0 - 3           | Skalica               |
| Nové Zámky                   | 1 - 2           | Šamorín               |
| 28 settembre 2022            |                 |                       |
| MŠK Senec                    | 0 - 6           | Púchov                |
| D. Kubin                     | 0 - 6           | Spartak Trnava        |
| TJ Družstevník Malá Mača     | 0 - 7           | Slovan Bratislava     |

## Quarto turno
Il sorteggio è stato effettuato il 3 ottobre 2022.
| Squadra 1                    | Risultato       | Squadra 2           |
| ---------------------------- | --------------- | ------------------- |
| 11 ottobre 2022              |                 |                     |
| FC Košice                    | 2 - 3           | Komárno             |
| 18 ottobre 2022              |                 |                     |
| Pohronie                     | 0 - 1           | Liptovský Mikuláš   |
| Humenné                      | 2 - 1           | DAC Dunajská Streda |
| 1. MFK Kežmarok              | 0 - 1           | Dukla B.B.          |
| MŠK Považská Bystrica        | 2 - 2 (7-8 dtr) | Zlaté Moravce       |
| 19 ottobre 2022              |                 |                     |
| Tatran Prešov                | 1 - 0           | Podbrezová          |
| OK Častkovce                 | 1 - 2           | TJ Jednota Bánová   |
| Slavoj Trebišov              | 0 - 4           | AS Trenčín          |
| FK Brezno                    | 1 - 3           | Púchov              |
| Šamorín                      | 2 - 1           | Žilina              |
| Lokomotíva Devínska Nová Ves | 0 - 3           | Ružomberok          |
| Spartak Myjava               | 4 - 1           | Dolný Kubín         |
| 25 ottobre 2022              |                 |                     |
| Dubnica                      | 0 - 3           | Zemplín Michalovce  |
| Lipany                       | 0 - 1           | Skalica             |
| 26 ottobre 2022              |                 |                     |
| Sereď                        | 0 - 3           | Spartak Trnava      |
| 9 novembre 2022              |                 |                     |
| MŠK Tesla Stropkov           | 2 - 3           | Slovan Bratislava   |

## Quinto turno
Il sorteggio è stato effettuato il 27 ottobre 2022.
| Squadra 1       | Risultato       | Squadra 2          |
| --------------- | --------------- | ------------------ |
| 8 novembre 2022 |                 |                    |
| Humenné         | 0 - 1           | Tatran Prešov      |
| Komárno         | 2 - 0           | Zlaté Moravce      |
| Skalica         | 1 - 1 (4-3 dtr) | Ružomberok         |
| Spartak Trnava  | 2 - 2 (4-3 dtr) | Zemplín Michalovce |
| 9 novembre 2022 |                 |                    |
| Jednota Bánová  | 0 - 3           | Liptovský Mikuláš  |
| Šamorín         | 1 - 1 (4-3 dtr) | Púchov             |
| AS Trenčín      | 5 - 0           | Spartak Myjava     |
| 7 febbraio 2023 |                 |                    |
| Dukla B.B.      | 1 - 2           | Slovan Bratislava  |

## Quarti di finale
Il sorteggio è stato effettuato il 22 novembre 2022.
| Squadra 1         | Risultato       | Squadra 2         |
| ----------------- | --------------- | ----------------- |
| 28 febbraio 2023  |                 |                   |
| Komárno           | 0 - 2           | Spartak Trnava    |
| 1º marzo 2023     |                 |                   |
| AS Trenčín        | 1 - 1 (3-4 dtr) | Slovan Bratislava |
| 7 marzo 2023      |                 |                   |
| Tatran Prešov     | 0 - 1           | AS Trenčín        |
| 8 marzo 2023      |                 |                   |
| Liptovský Mikuláš | 2 - 2 (3-4 dtr) | Skalica           |

## Semifinali
Il sorteggio è stato effettuato il 2 marzo 2023.
| Squadra 1                       | Totale | Squadra 2      | Andata | Ritorno     |
| ------------------------------- | ------ | -------------- | ------ | ----------- |
| 15 marzo 2023 / 5 aprile 2023   |        |                |        |             |
| AS Trenčín                      | 1 - 5  | Spartak Trnava | 1 - 2  | 0 - 3       |
| 12 aprile 2023 / 19 aprile 2023 |        |                |        |             |
| Slovan Bratislava               | 5 - 4  | Skalica        | 2 - 1  | 3 - 3 (dts) |

## Finale
| Arbitro: | Michal Očenáš |

|                                            |           |           |
| Taiwo 85’ Paur 110’ Twardzik 120+5’ (rig.) | Marcatori | 52’ Green |